# Dergin Tokmak

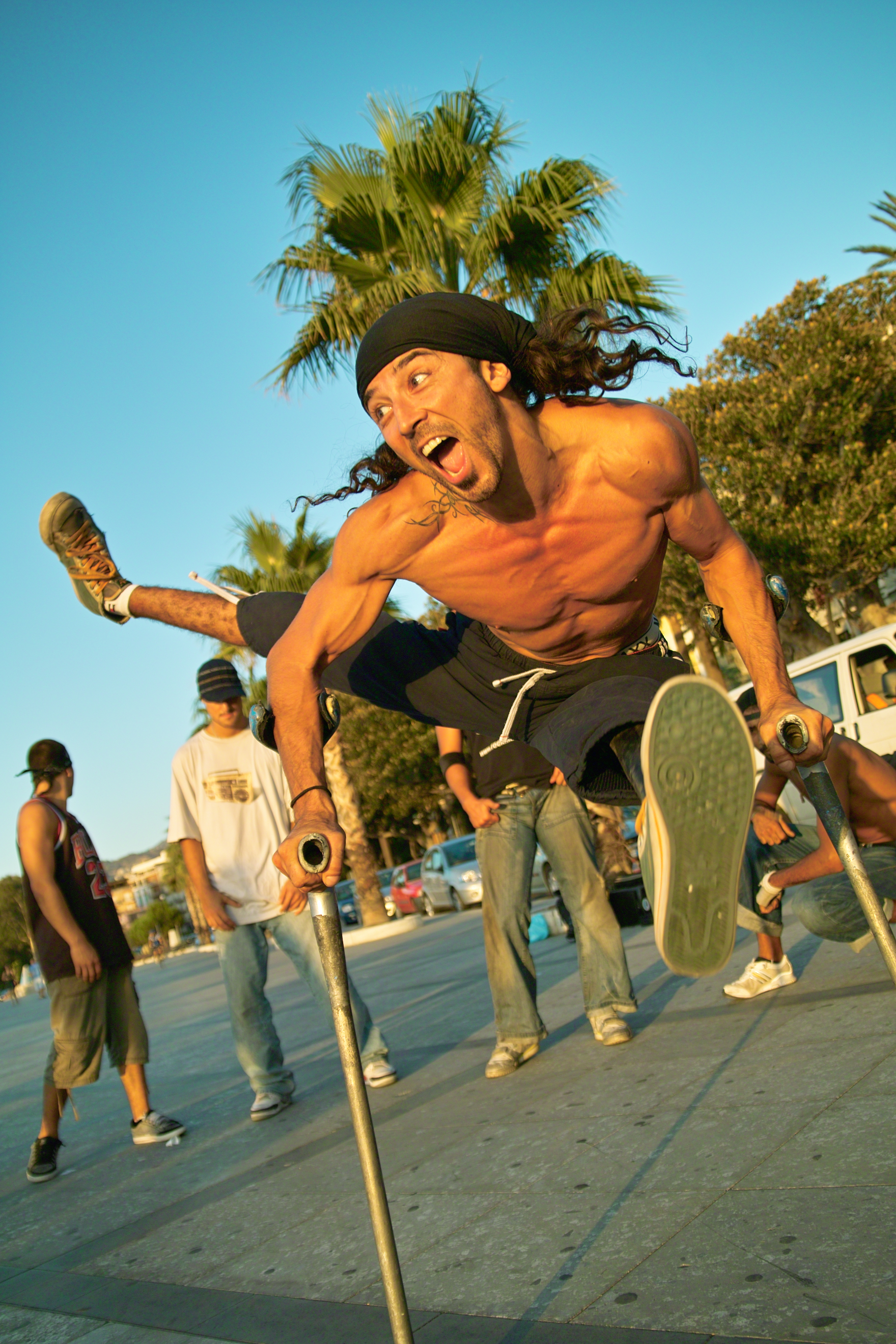
Dergin Tokmak

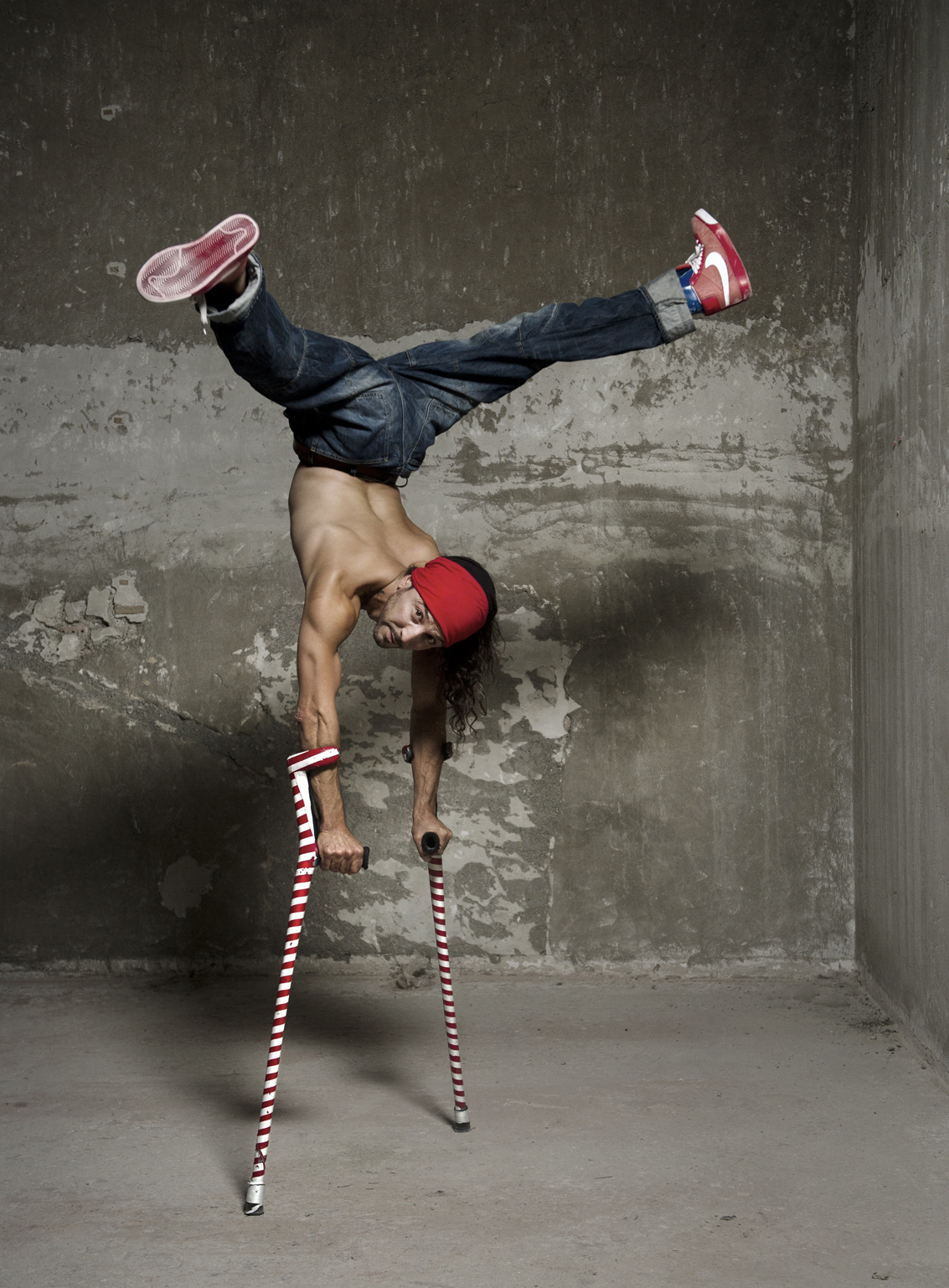
Handstand auf Krücken

Dergin Tokmak, auch bekannt unter dem Künstlernamen Stix (* 26. Dezember 1973 in Augsburg) ist ein deutscher Tänzer und Akrobat, der durch Tanz auf Krücken bekannt wurde.

## Leben und Werdegang
Als Sohn türkischer Eltern infizierte sich Dergin Tokmak als einjähriges Kind an Kinderlähmung. Dadurch verlor er die Kontrolle über sein linkes und zum Teil auch über sein rechtes Bein. Trotz langer Zeit seiner Kindheit in deutschen Krankenhäusern konnte keine der Behandlungen die vollständige Beinbeherrschung wiederherstellen. Er lernte auf seinen Händen zu gehen.
Beeinflusst durch den Film Breakin’ (1984) begann er im Alter von 12 Jahren eine eigene Art von Tanzen auf Krücken zu vervollkommnen. Er tauchte anschließend auch in die Breakdance- und Hip-Hop-Szene Deutschlands ein und gewann Preise in Tanzwettbewerben.
Von 2004 bis 2011 gehörte Tokmak in der Rolle des „hinkenden Engels“ als einziger deutscher Artist und als einziger körperbehinderter Künstler zum Ensemble des Cirque du Soleil für deren weltweite Tour „Varekai“.
2010 trat er im Schweizer Dokumentarfilm The Rising Sun (Regisseur: Fabian Kimoto) auf. 2011 kam er in der deutschen TV-Show Das Supertalent ins Finale und wurde einem breiten Publikum bekannt. 2012 erschien seine Autobiographie Stix: Mein Weg zum Tänzer auf Krücken.

## Auftritte
- 1992 Deutschlandtour mit Run DMC
- 1995 Arabella Kiesbauer (Talkshow)[2]
- 1996 „Lass Dich Überraschen“, Varietéshow mit Thomas Ohrner[3]
- 1997 ARD-Galashow der ADTV World Championship Balldance
- 1997 „Danke Anke“ Show, SAT 1
- 1998 C-Block Europe Tour
- 2001 BET Spring Break Show in Daytona Beach
- 2002 TV-Spot „RE-SPECT“ der Aktion Mensch
- 2004–2011 Cirque du Soleil im Programm Varekai[4]
- 2006 Musikfilmclip „Wo ist Fred“ mit Til Schweiger[5]
- 2010 „The Rising Sun“, Dokumentarfilm über Strassenkünstler[6]
- 2011 Das Supertalent Finale[7]
- 2012 Die Lebenslinien[8]
- 2012 Life in Motion Concert Moskow[9]
- 2013 "Talent-show Moskau"[10]
- 2013 Die Bülent Ceylan Show
- 2015 Internationale Handwerksmesse München
- 2016 Cybathlon, Swiss Arena

## Auszeichnungen
- 1993 1. Platz Europäischer Straßenwettkampf (Breakdance)
- 1994 1. Platz German National Championship Freestyledance
- 2012 Medienpreis „Sieben“ des Senders Radio 7